# Polebrook
Polebrook är en ort och civil parish i Storbritannien.   Den ligger i grevskapet Northamptonshire och riksdelen England, i den sydöstra delen av landet, 110 km norr om huvudstaden London. Polebrook ligger 35 meter över havet och antalet invånare är 453.
Terrängen runt Polebrook är platt. Runt Polebrook är det ganska tätbefolkat, med 172 invånare per kvadratkilometer. Närmaste större samhälle är Peterborough, 16,6 km nordost om Polebrook. Trakten runt Polebrook består till största delen av jordbruksmark.